# 쓰치야 마사나오
쓰치야 마사나오(일본어: 土屋政直, 1641년 3월 16일 ~ 1722년 12월 23일)는 에도 시대 중기의 다이묘이다. 히타치 쓰치우라 번 제2대 번주(재봉), 스루가 다나카번주를 지냈다. 에도 막부에선 노중의 직무를 맡았다.
쓰치우라 선대 번주 쓰치야 가즈나오의 장남으로 태어났다.

## 같이 보기
- 쇼토쿠의 치
- 조선통신사

| 전임 쓰치야 가즈나오 마쓰다이라 노부오키 | 제2대 쓰치우라 번 번주 (쓰치야가, 재봉) 1679년 ~ 1682년 1687년 ~ 1719년 | 후임 마쓰다이라 노부오키 쓰치야 노부나오 |

| 전임 사카이 다다요시 | 다나카번 번주 (쓰치야가) 1682년 ~ 1687년 | 후임 오타 스케나오 |

| 전임 미즈노 다다하루 | 제16대 오사카 조다이 1684년 ~ 1685년 | 후임 나이토 시게요리 |

| 전임 이나바 마사미치 | 제9대 교토 쇼시다이 1685년 ~ 1687년 | 후임 나이토 시게요리 |